# Bill Richmond
William "Bill" Richmond (ur. 5 sierpnia 1763 w Richmondtown, Staten Island, zm. 29 grudnia 1829 w Londynie) – brytyjski bokser afroamerykańskiego pochodzenia z okresu walk na gołe pięści.
Pierwsze bokserskie pojedynki zaczął toczyć jako niewolnik w Ameryce Północnej gdzie zauważony przez brytyjskiego generała biorącego udział w wojnie ze zbuntowanymi trzynastoma koloniami został zatrudniony jako cieśla i w 1777 przywieziony do Anglii. Tam otrzymał wykształcenie i kontynuował karierę bokserską. 
8 października 1805 w wieku 42 lat stoczył pojedynek z przyszłym wieloletnim mistrzem Anglii Tomem Cribbem. Przegrał po zaciętej, trwającej 90 minut walce. Był trenerem i menedżerem przybyłego w 1809 do Anglii innego byłego niewolnika, czarnoskórego Toma Molineaux. Karierę bokserską zakończył w 1818 mając 55 lat.
W roku 2005 został przyjęty do Międzynarodowej Bokserskiej Galerii Sław. 